# Lenka Filipová
Lenka Filipová (ur. 14 lutego 1954 w Pradze) – czeska piosenkarka, gitarzystka, kompozytorka i tekściarka.

## Życiorys
Pochodzi z artystycznej rodziny. Ojciec Adolf Filip był śpiewakiem operowym i aktorem teatralnym w Pradze, a matka nauczycielką gry na gitarze. Lenka już od małego była predestynowana, aby zostać gitarzystką. Jej nauczycielem gry na gitarze był Štěpán Urban i Milan Zelenka w praskim konserwatorium. W czasie gry na gitarze często śpiewała. Już od młodości była w tym dobra. Gdy miała 16 lat wyjechała z Brneńską Orkiestrą Instrumentów Ludowych (Brněnský rozhlasový orchestr lidových nástrojů – BROLN) na swoje pierwsze zagraniczne tournée do Stanów Zjednoczonych i Kanady. W czasie studiów dorabiała jako prezenterka i śpiewaczka. Śpiewała piosenki francuskie, interpretowała poezję Vítězslava Nezvala, do której muzykę ułożył jej przyjaciel, kompozytor i wirtuoz gitary Štěpán Rak. Występowała z zespołem Spirituál kvintet. W latach 1973–1975 występowała na deskach praskiego teatru Semafor w sztukach Miloslava Šimka. Jesienią 1974 r. występowała w programie koncertowym Karela Gotta. Później przez półtora roku była drugą śpiewaczką Orkiestry Karla Vágnera (pierwszą była Hana Zagorová). W tym czasie wyszły jej pierwsze płyty. W latach 1979–1981 występowała z zespołem Flop Karla Zicha w praskim music-hallu Alhambra.
Dalej się kształciła i szlifowała w grze na gitarze, w roku 1976 ukończyła kurs w Międzynarodowej akademii muzycznej (Mezinárodní hudební akademia) w Pradze. W Paryżu występowała w klubach studenckich. Była gościem w nocnym programie francuskiej rozgłośni France-Inter. Przyjaźniła się z ludźmi z paryskiej Olympii. We Francji wydała dwa single. Najbardziej znana piosenka z tego okresu, to Zamilovaná, która wyszła spod pióra Francisa Cabrela. Ta piosenka tak się spodobała w Czechach, że dała tytuł pierwszemu albumowi wydanemu w roku 1981 przez firmę Supraphon. W roku 1984 stworzyła własny zespół Domino, który reprezentował muzykę pop. Publiczność zawsze dobrze przyjmowała jej piosenki śpiewane po francusku. Swe koncerty zawsze okraszała solowymi kompozycjami gitarowymi.
W roku 1988 dostała propozycję udziału w konkursie Eurowizji, gdzie miała interpretować piosenkę Ne partez pas sans moi po francusku, reprezentując Szwajcarię. Nie dostała jednak pozwolenia od rządu Czechosłowacji, ponieważ nie może reprezentować obcego państwa. Wykonanie piosenki zaproponowano młodej kanadyjskiej śpiewaczce Céline Dion, która dzięki wygranej w konkursie rozpoczęła światową karierę.
Lenka Filipová latami kultywowała swój wizerunek sympatycznej, rozmiłowanej w śpiewie i inteligentnej dziewczyny i atrakcyjnej młodej kobiety. Nigdy też nie porzuciła swojej pierwotnej profesji – solowej gitarzystki klasycznej, co w końcu zaowocowało wydaniem kilku longplayów z klasyczną muzyką gitarową. Wykonywała również piosenki dla dzieci. To wszystko zaowocowało popularnością i przyniosło jej miejsce w pierwszej dziesiątce czeskich śpiewaczek w ankiecie Złotego słowika (Zlatý slavík). Ostatnio zaczęła grać na gitarze elektrycznej i dalej jest aktywna na scenie muzycznej.
Od ponad 20 lat jest żoną architekta Borisa Drbala.

## Dyskografia

### Płyty gramofonowe
- LP Zamilovaná – Supraphon 1981
- LP Quo vadis – Supraphon/Artia 1983
- LP Lenka – Supraphon 1984
- LP Řeka života – Supraphon 1986
- LP Částečné zatmění srdce – Supraphon 1988
- LP Lenka vypravuje pohádky z kytary – Supraphon 1989
- LP Concertino 1 – Supraphon 1990
- LP Pocit 258 – Supraphon 1990
- LP 1982–1992 – Supraphon 1992

### CD
- Concertino II. – Philips 1995
- Svět se zbláznil – PolyGram 1997
- Lidové písničky – PolyGram 1998
- Za všechno může čas – Universal 1999
- Tisíc způsobů jak zabít lásku – Universal 2003
- The best of Lenka Filipová – Universal 2005
- Lenka Filipová Live  – Universal 2008
- Concertino 2010 – 2010
- Concertino Live – 2013

### Kompilacje
- 1985 Nejhezčí dárek/Nejhezčí dárek – Supraphon SU 11433 148, SP – 50 zpěváků (zpěváci uvedeni v článku: Jiří Zmožek)
- 1986 Nejhezčí dárek – Jiří Zmožek (2) – Supraphon SU 1113 4368, LP
- 2005 The Best Of (2 CD)
- 2014 Best Of – CD Edice (3 CD)
- 2015 Best Of – LP Edice (2 LP)

## Literatura
- Kdo je kdo: 91/92 : Česká republika, federální orgány ČSFR. Díl 1, A–M. Praha: Kdo je kdo, 1991. 636 s. ISBN 80-901103-0-4. S. 199–200.
- Kdo je kdo = Who is who: osobnosti české současnosti: 5000 životopisů / (Michael Třeštík editor). 5. vyd. Praha: Agentura Kdo je kdo, 2005. 775 s. ISBN 80-902586-9-7. S. 142.
- Osobnosti – Česko: Ottův slovník. Praha: Ottovo nakladatelství, 2008. 823 s. ISBN 978-80-7360-796-8. S. 159.
- TOMEŠ, Josef, a kol. Český biografický slovník XX. století: I. díl: A–J. Praha ; Litomyšl: Paseka ; Petr Meissner, 1999. 634 s. ISBN 80-7185-245-7. S. 314.